# Athetis divisa
Athetis divisa là một loài bướm đêm trong họ Noctuidae.